# Теодору, Раду
Ра́ду Теодо́ру (рум. Radu Theodoru, род. 17 января 1924, Инеу, жудец Арад, Королевство Румыния) — румынский военный лётчик, генерал-майор в отставке, автор произведений на историческую, военную, научно-фантастическую, приключенческую и политическую тематику. Был вице-президентом партии «Великая Румыния» (PRM) и сооснователем парамилитарной структуры «Командование Влада Цепеша». Известен своими ультраправыми взглядами, в частности — отрицанием Холокоста. В 2025 году в 101-летнем возрасте стал фигурантом дела о государственной измене.

## Биография
Раду Теодору родился 17 января 1924 года в Инеу, жудец Арад. Сын агронома Константина Теодору и учительницы биологии Паулы (урождённой Илиеску).

#### Военная служба
В 1942 году получил лицензию пилота планера. Окончил курсы Бухарестского высшего военного авиационного училища, отделение штурманов (1943—1945 годы). Был отправлен на фронт в августе 1944 года, будучи ещё кадетом. Продолжил боевые действия в составе румынской армии уже на стороне антигитлеровской коалиции. Получил несколько наград, в том числе «Памятный крест Второй мировой войны 1941—1945».
В 1945—1946 годах учился в Специальной авиационной школе. В 1946—1949 годах служил лётчиком-истребителем, затем командиром истребительной эскадрильи и лётным инструктором (1949—1950 годы). В 1950—1951 годах был командиром роты и преподавателем в Сибиуской школе технических офицеров авиации. Вышел в отставку в 1951 году. Звание генерал-майора получил при увольнении в запас.
В январе 2025 года Министерство обороны Румынии поздравило Теодору с достижением 101-летнего возраста, но впоследствии из-за общественного резонанса министр обороны Ангел Тылвэр принес публичные извинения за поздравление ветерана, сославшись на его антисемитские и ксенофобские взгляды.

#### Писательство
В 1952—1954 годах руководил литературным кружком Orizonturi noi (Новые горизонты). В 1956—1965 годах — секретарь Тимишоарского отделения Союза писателей, редактор журнала Astra в Брашове, секретарь Брашовского отделения Союза писателей, в 1965—1970 — заместитель председателя уездного комитета культуры и искусства Брашова. В 1970-х годах переехал в Бухарест.
Писал исторические и приключенческие романы, работал в жанре соцреализма. После исчезновения социалистической Румынии занялся политической литературой правого толка.
"Книги о морских путешествиях опубликованные Раду Теодору («С „Hai-Hui 2“ на юг», «Мы, „Mircea“ и Атлантика»), содержат ряд автобиографических подробностей, способных в совокупности нарисовать портрет человека действия, находящегося в постоянном поиске новых идентичностей и необычных ситуаций, наделённого способностью избегать посредственности, рутины и стереотипов повседневной жизни, — отмечали критики. — В этом смысле литература стала для Раду Теодору пространством воображения и бесконечных проекций себя, идеальной вселенной, возникающей из всепоглощающего кризиса времени".
Всего написал более пятидесяти книг. Лауреат многих престижных литературных премий.

## Политические позиции
После 1989 года занял крайне правую политическую позицию, придерживается антиевропейских и антинатовских взглядов. Важную роль в его мировоззрении играет антисемитизм. В своей книге «Сионистский нацизм», опубликованной в 2000 году, Теодору утверждал, что Холокост стал «самым прибыльным еврейским бизнесом» из когда-либо существовавших, «обогатив так называемых „авторов-очевидцев“, которые рассказывали о жизни в нацистских лагерях, прибегая к ненормальным преувеличениям и патологическим видениям». Сталина он уважает за «стремление уничтожить сионизм», а в своём нынешнем кумире Путине видит его продолжателя.
Теодору был одним из основателей партии «Великая Румыния». Некоторое время был правой рукой её лидера Корнелиу Вадима Тудора, но позже был исключён из партии после конфликта с главой партии.
Сторонник правого политика и кандидата в президенты Румынии 2024 года Кэлина Джорджеску. «Я знаю его много лет. Мы обсуждали ключевые политические вопросы. Он вёл самую изящную, как бы это сказать, предвыборную пропаганду, без лицемерия, без ругательств, держался на уровне президента государства, а не негодяя, что вызвало у меня уважение», — отметил Раду Теодору.

#### Организация «Командование Влада Цепеша» (Opus Nostrum)
Теодору — один из основателей организации «Командование Влада Цепеша», парамилитарной структуры, появившейся в 2022 году и существующей преимущественно в интернете. Члены организации требуют «спасти Румынию» путём «ликвидации через голосование существующей системы и замены её на социально-экономическую систему меритократии, когда исторические традиции трансформируются в современный технический и научный вклад в политическое пространство, в независимость и суверенитет».
В своих материалах, распространяемых преимущественно через соцсети и YouTube, «Командование Влада Цепеша», в числе прочего, предлагает:
- сформировать кризисное правительство из числа специалистов, отобранных за их практические достижения, организационный и руководящий опыт;
- провозгласить нейтралитет Румынии;
- восстановить систему традиционных взаимовыгодных союзов;
- активизировать систему экономических и торговых отношений на Балканском и Евро-Азиатском пространствах;
- отстаивать национальные интересы в дельте Дуная и бассейне Чёрного моря;
- вернуть исторические территории, насильственно захваченные Украиной или утерянные в результате предательства иностранцев;
- возобновить экономические и культурные связи с Россией, Китаем и Ираном;
- инициировать переговоры с Российской Федерацией об аннулировании пакта Молотова-Риббентропа[15].

Также организация предлагает переименовать Румынию в «Гетию» (рум. Geția), используя псевдоисторические обоснования.

## Уголовное преследование
Управление по борьбе с организованной преступностью и терроризмом (DIICOT) Румынии 5 марта 2025 года арестовало шесть человек, подозреваемых в госизмене, намерении вывести страну из НАТО и переименовать её. Согласно пресс-релизу DIICOT, обвиняемые во главе с Раду Теодору в 2023 году «создали организованную преступную группу с целью подрыва суверенитета и независимости румынского государства путём политического подрыва обороноспособности страны». По информации ведомства, обвиняемые вели переговоры с «внешними военно-политическими акторами относительно выхода Румынии из военного союза, участником которого она является, отмены действующего конституционного строя, роспуска политических партий, формирования нового правительства, сформированного членами организации, которые будут занимать министерские должности, увольнения всех сотрудников государственных учреждений, принятия новой конституции и изменения названия, флага и гимна страны». Двое из обвиняемых посетили Москву, где «вступили в контакт с людьми, готовыми поддержать усилия организации по захвату государственной власти в Румынии». Кроме того, «члены организованной преступной группы посредством интернет-платформ вербовали последователей и публиковали видеоматериалы-уведомления, адресованные органам государственной власти Румынии, национальным и международным организациям».